# Aron Ericson
Aron Ericson, född 28 oktober 1840 i Gottröra församling, Stockholms län, död 28 juni 1922 i Livgardet till häst församling, Stockholms stad, var en svensk kompositör och slagverkare. 

## Biografi
Elva år gammal antogs Ericson vid Svea Livgarde och utnämndes samma år till extra trumpetare vid Livgardet till häst, där han 1880 befordrades till fanjunkare.
Han var elev vid musikkonservatoriet 1863-1870 och anställdes som extra pukslagare i Kungliga Hovkapellet 1866. Efter att ha blivit uppsagd 1868 återanställdes han som ordinarie 1871. 1884 blev han musikdirektör vid Livgardet till häst och 1886 vid Livregementets dragoner. 1882 tillkom en anställning vid musikbiblioteket efter Fritz Söderman och 1890 blev han även ordningsman i orkestern. 
Ericson komponerade Kavallerisignalmarsch som var Livgardets till häst marsch liksom Dragonerna komma som var Livregementets dragoners marsch och sedermera användes som regementsmarsch av såväl Livregementet till häst som Livgardets dragoner och alltjämt idag av Livgardets kavalleridelar.